# Inmigración japonesa en España

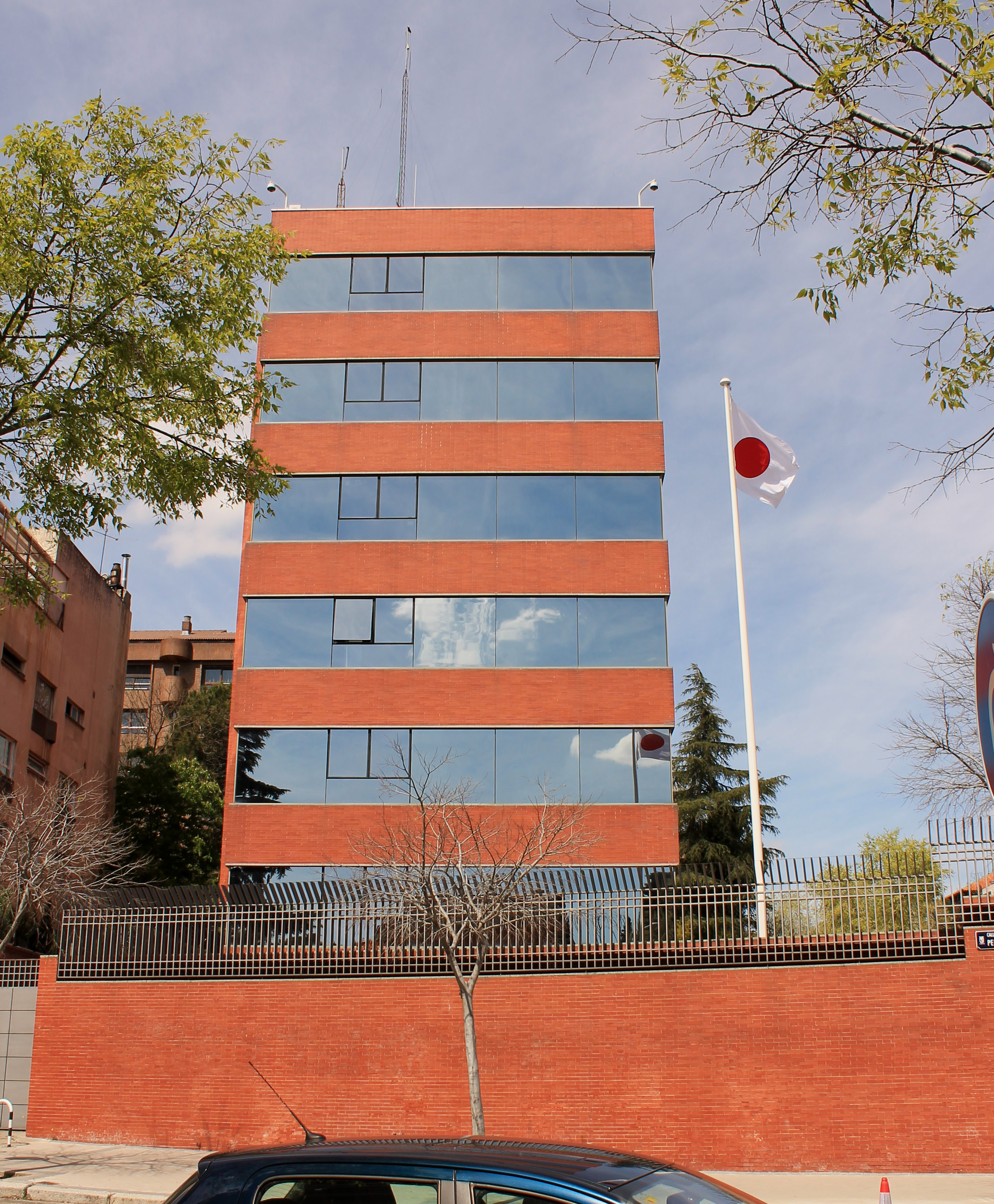
Embajada de Japón en Madrid

Los japoneses en España hacen referencia, en gran parte, a los empresarios expatriados de las corporaciones japonesas, así como también a los estudiantes internacionales. Hay, también, gente con ascendencia japonesa en España, incluso descendientes de inmigrantes del siglo XVII que llegaron a España, además de integrantes de la población «Nikkei» (personas de ascendencia japonesa de varios países de Latinoamérica). De acuerdo con el Instituto Nacional de Estadística, 4.898 ciudadanos japoneses residen en el país; el Ministerio de Relaciones Exteriores de Japón dio una cifra un poco más elevada de 6.717.

## Historia
Los primeros japoneses en asentarse en España fueron los miembros de una embajada dirigida por Hasekura Tsunenaga. En lugar de regresar a Japón en 1617, seis samuráis permanecieron en Coria del Río, cerca de Sevilla. El apellido «Japón» («japonés» en español antiguo) se conserva entre los aproximadamente 700 habitantes de Coria del Río, identificándolos como descendientes de los miembros de la delegación de Hasekura Tsunenaga.
Los contactos entre España y Japón no se retomaría hasta 1854 cuando llegó a Filipinas la Expedición Ansei, promovida por el daimyō de Fukuoka Kuroda Nagahiro, a la que el gobierno del archipiélago respondió con una delegación al año siguiente. Se trató de un tímido intento por parte de la administración española de Filipinas para firmar un acuerdo comercial con Japón. Sin embargo, esta idea fue abandonada poco después. 
Aun así y como ya pasara anteriormente con la embajada de Hasekura, el legado de ello fue la llegada a la provincia de Jaén, en 1872, de José Luis Ceacero Inguanzo y su esposa Miyoko, hija del daimyō de Fukuoka, quien se convirtió en la primera mujer japonesa en visitar España. Fruto de este matrimonio nacieron tres hijos, quienes generaron descendencia de la cual a día de hoy existen algunos descendientes. 
El primero negocio japonés que se creó en España fue SANYO España.S.A. en 1969. Desde entonces, Cataluña se convirtió en el lugar primario de operaciones de negocios japoneses en España.
Entre 1970 y 1980, los «Nikkeis» se establecieron en España, huyendo de las crisis financieras y/o la opresión política en sus países de origen. Desde la década de 1970, muchos japoneses también han llegado a España como empresarios y estudiantes. En 1966, solo había alrededor de 280 ciudadanos japoneses en España, pero este número aumentó a 2.824 en 1993.

## Lengua
Los «Nikkeis» en España principalmente hablan español y solo un número reducido puede hablar japonés. En contraste, los expatriados japoneses y sus hijos hablan japonés como lengua materna.

## Estadísticas
A partir de 2001 5.167 ciudadanos japoneses residieran en España, con 1.189 de ellos en Barcelona y 87 en otras localidades de Cataluña. La mayoría de los japoneses en Cataluña son empleados de empresas japonesas.

## Instituciones
La Barcelona Suiyokai es una asociación de empresas japonesas en Barcelona. Gestiona un festival del año nuevo japonés. En 2004 57 empresas eran partes de la asociación.
Barcelona también tiene un club de Go, un club de haiku, un club de golf, una asociación de profesores de japonés, una asociación de exalumnos de la escuela complementaria japonesa, y una asociación hispana-japonesa.

## Educación

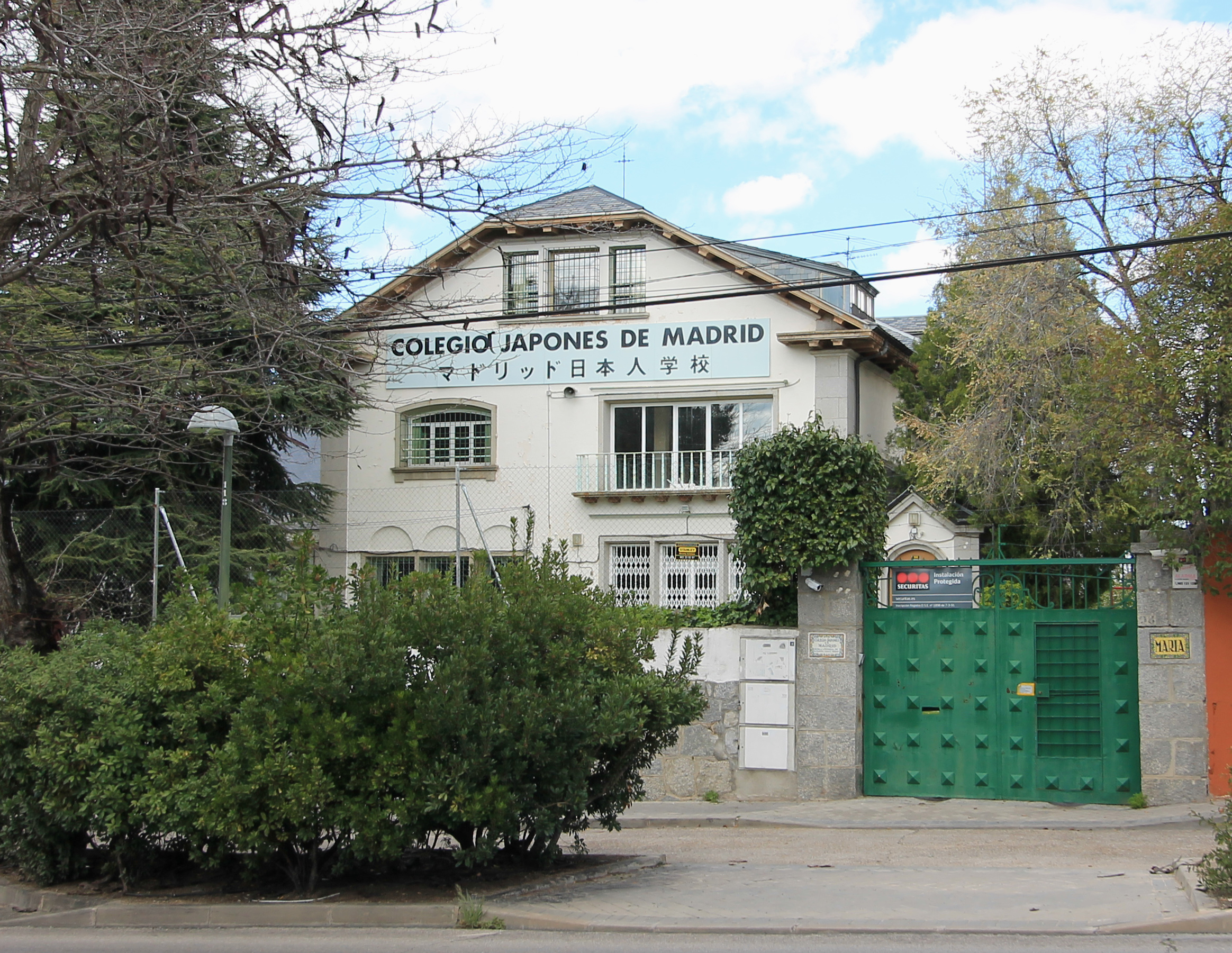
Colegio Japonés de Madrid

España cuenta con dos escuelas internacionales japonesas: el Colegio Japonés de Barcelona y el Colegio Japonés de Madrid (EN). Las dos ciudades también tienen programas de educación de fin de semana japoneses.
España tenía el Colegio Japonés de Las Palmas (ラス・パルマス日本人学校). Localizada en Tafira Baja, se abrió en el octubre de 1973; era el colegio japonés más antiguo de España y el tercero más antiguo de Europa. Se cerró permanentemente en el marzo de 2001.
El Distrito del Ensanche en Barcelona tiene una biblioteca para japoneses que abrió en 1992. La mayoría de los clientes, pero la gente local están autorizados a utilizar la biblioteca. Un edificio de apartamentos tiene la biblioteca.